# 工人阶级党
工人阶级党（英語：Working Class Party，缩写为WCP）是美国密歇根州的一个左翼政党。该党成立于2016年，起源于托洛茨基主义报纸《火花》相关圈子在2011年－2013年开展的运动。该党的意识形态是进步主义、社会主义。该党的总部位于底特律。该党得到美国托洛茨基主义组织火花的支持。